# IndieWebCamp
IndieWebCamp - технологічний BarCamp, заснований у Портленді, штат Орегон, і з тих пір проводиться у всьому світі, в тому числі в офісах New York Times і в Брайтоні, Англія. Він описує себе як дводенний табір для творців, зосереджений на зростанні незалежної мережі, і породив рух IndieWeb . 
Захід був заснований Тантеком Челіком, Amber Case, Crystal Beasley та Aaron Parecki з метою розширення можливостей кожного публікувати на своїх власних вебсайтах, при цьому все ще контактуючи на таких "силосних" сайтах, як Twitter та Facebook . 
Хоча учасниками початкових подій були здебільшого технологи; журналісти, блогери та медіа-спеціалісти почали відвідувати їх, щоб отримати більший контроль над власним вмістом в Інтернеті. 

## IndieWebCamp 2014
IndieWebCamp 2014 проходив одночасно в Портленді, штат Орегон, Нью-Йорку, штат Нью-Йорк, та Берліні, Німеччина. Учасники спілкувалися один з одним у відеочаті WebRTC та співпрацювали в проектах хакатону. 